# Torello da Poppi
Torello di Paolo Torelli, comunemente conosciuto come Torello da Poppi (Poppi, 1202 circa – Avellaneto, 16 marzo 1282), è stato un monaco cristiano italiano, eremita e beato, vissuto durante il XIII secolo presso Poppi nel Casentino. È noto anche come san Torello, sebbene non sia mai stato ufficialmente canonizzato.
Proveniente da un'agiata famiglia nobiliare, il suo percorso di vita ricalcò quello di san Francesco d'Assisi sull'onda del rinnovamento spirituale dell'epoca: dapprima giovane scapestrato, in seguito si convertì e si diede a una vita di ascesi e penitenza. Visse tutta la vita in un eremo sul Pratomagno, acquisendo fama di domatore di lupi, animali con cui spesso è ritratto secondo il più noto miracolo a lui legato, ovvero l'ammansimento di un lupo che stava per divorare un bambino.
Dopo la sua morte la tradizione popolare cominciò a venerarlo come santo, anche se il suo culto non fu mai ufficialmente riconosciuto dalla Chiesa cattolica. La venerazione di Torello conobbe comunque ampia diffusione nella zona dell'Appennino centrale, specialmente nel Casentino e in Romagna. Dopo che la Chiesa provò a ostacolarne la memoria abolendo il suo culto nel 1595 dietro delibera di papa Clemente VIII, presto l'eremita fu riabilitato e infine confermato beato da papa Benedetto XIV nel 1752. È patrono del comune di Poppi e compatrono di quello di Forlì, e delle diocesi di Arezzo e Forlì. La sua festa si celebra il 16 marzo.

## Biografia

### Origini e gioventù
Torello Torelli nacque nel borgo casentinese di Poppi nei primi anni del XIII secolo (tradizionalmente è indicato il 1202) da Paolo di Salinguerra II e Lucrezia Torelli. I Torelli erano originari di Ferrara, ma erano stati esiliati dalla città a causa dei torbidi politici derivati dallo stato di guerra costante tra guelfi e ghibellini; Paolo Torelli si era rifugiato presso i Conti Guidi, feudatari del Casentino, che gli avevano permesso di acquistare numerose terre e una casa a Poppi. La Vita di san Torello del suo discepolo Pietro riporta, per mostrare il suo futuro da santo, come la madre Lucrezia mentre era incinta di lui abbia avuto un sogno profetico, immaginando un toro che usciva dal suo ventre a cui rendeva omaggio un lupo. L'appartenenza del futuro beato alla famiglia Torelli non è del tutto certa, ma si è tramandata nella tradizione.
Il giovane Torello rimase presto orfano di entrambi i genitori. A imitazione del padre Paolo, uomo dissoluto e licenzioso, Torello divenne a sua volta un giovane scapestrato e indisciplinato, e formò quindi con altri giovani poppesi una banda che imperversava per il contado, e si diede a una vita dissoluta e peccaminosa.

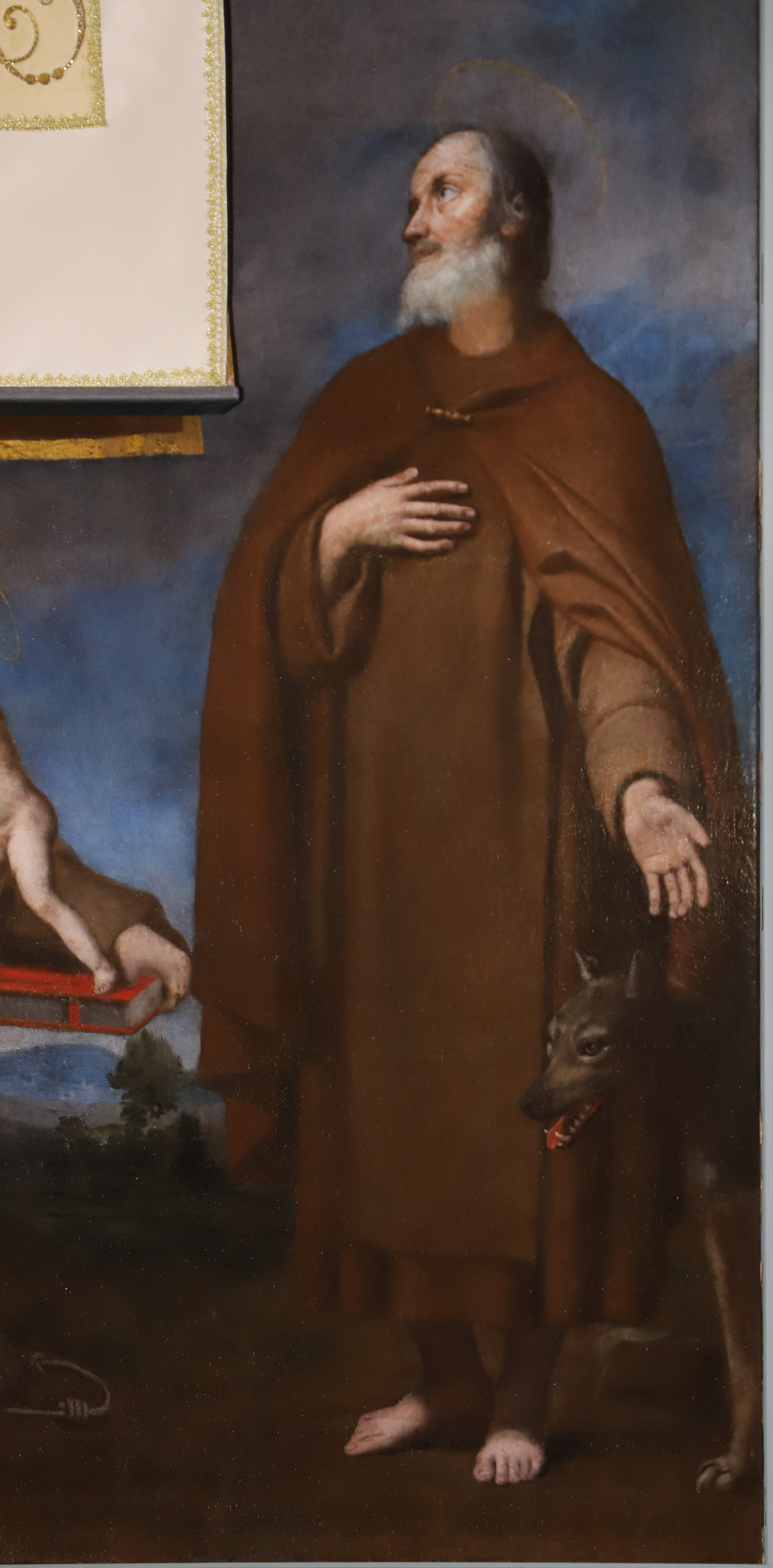
Il beato Torello e il suo lupo in un dipinto di Lorenzo Lippi (XVII secolo, dettaglio)

### La conversione
A vent'anni, quindi all'incirca nel 1222, al giovane Torello accadde un episodio che fu motivo di mutamento di vita: un giorno un gallo che si trovava vicino a lui improvvisamente spiccò il volo, si poggiò sulla sua spalla destra e gli cantò per tre volte nell'orecchio, assordandolo, per poi ritornare dov'era prima. Un'altra versione della storia, ancor più miracolosa, asserisce che il gallo fosse già stato ucciso, spennato e appeso a una finestra per essere mangiato, ma che si rianimò appositamente per cantare per Torello. Profondamente scosso dall'episodio, Torello ebbe un improvviso risveglio spirituale: il giovane interpretò i gridi del gallo come un ordine perentorio di Dio, che lo invitava a risvegliare la sua anima dal torpore nel quale era caduta. Decise allora di cambiar vita e si recò nella chiesa di San Fedele, allora centro religioso di Poppi, e si confessò con l'abate, esternandogli poi la sua volontà di ritirarsi come eremita nelle foreste casentinesi. I monaci lo pregarono di restare presso di loro a Poppi, ma Torello rifiutò in maniera categorica:
(Torello ai monaci di San Fedele.)
La crisi mistica e la conseguente conversione di Torello ricordano, non casualmente, quelle di san Francesco d'Assisi. Le due figure in effetti erano molto simili: quasi contemporanei, entrambi provenienti da famiglie agiate e dediti a una vita di piacere, sperimentarono un improvviso risveglio spirituale e si convertirono a una vita di ascesi e penitenza animata da una fortissima fede religiosa. La loro era in effetti una reazione di rigetto alla società mondana che li circondava: i borghi di provenienza, Assisi per Francesco e Poppi per Torello, erano allora in piena fase di floridezza politica ed economica, con notevole afflusso di uomini e ricchezze, e la conversione e la religiosità erano forme di resistenza contro il materialismo sfrenato di tali ambienti. Durante la giovinezza di Torello inoltre Francesco spesso visitava il Casentino, quindi non è improbabile che il giovane poppese ne avesse sentito parlare, entrando quindi in contatto più o meno diretto con la sua figura e le sue idee. Il rifiuto di Torello di unirsi ai monaci di San Fedele era inoltre una critica alla Chiesa stessa, il cui modello di vita era ormai considerato troppo rilassato e indulgente.

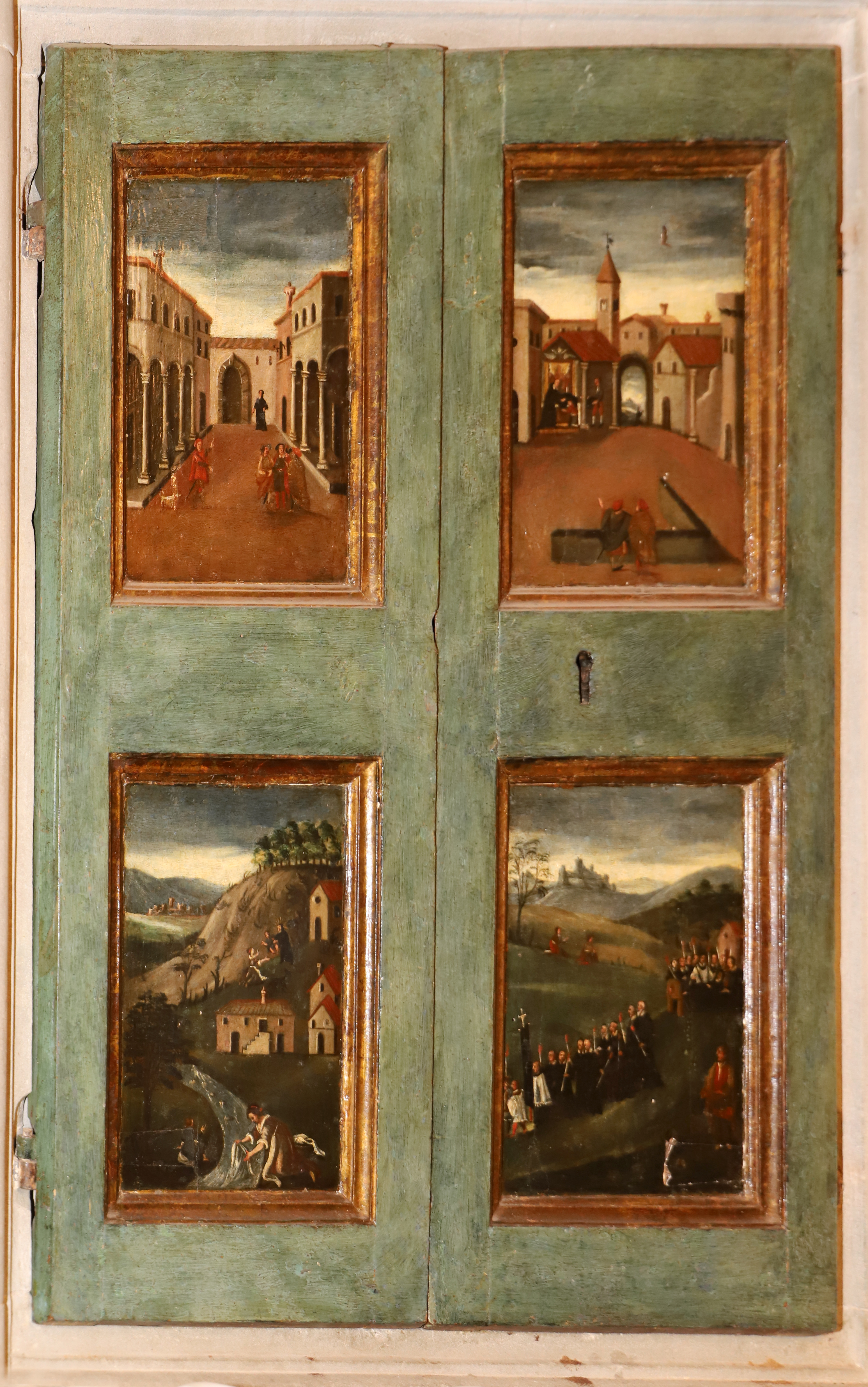
Sportello del tabernacolo della chiesa di San Fedele di Poppi che mostra la vita di Torello: la giovinezza (I quadrante), la conversione (II), il miracolo del lupo (III) e la morte (IV)

### Eremitaggio e fama di santità

#### L'eremita di Avellaneto
Secondo le sue agiografie, partito da Poppi e inoltratosi nei boschi del Pratomagno, Torello vagò per otto giorni; raggiunta la remota località di Avellaneto, creò un rudimentale romitorio rifugiandosi in un anfratto formato da un grande macigno, luogo che elesse a sua nuova residenza. Qui sopravvisse nutrendosi solo di pane ed erbe selvatiche. Rientrato a Poppi dopo qualche tempo, vendette tutti i suoi averi e distribuì il ricavato ai poveri. Trattenne per sé solo una piccola somma di denaro, subito utilizzata per pagare un muratore che gli costruisse una piccola celletta sul masso che aveva trovato, massimo lusso che arrivò a concedersi. Qui, per circa sessant'anni, condusse un'austera vita di contemplazione, di digiuni e di preghiera, coltivando per sostenersi solo un piccolo orticello.
Presto la conversione di Torello divenne nota presso la popolazione, e molti cominciarono ad andarlo a trovare nel suo piccolo eremo. I monaci di san Fedele, impressionati dal suo zelo, tentarono a più riprese di convincerlo a entrare a far parte del loro ordine vallombrosano, ma l'eremita, pur simpatizzando per loro, preferì sempre mantenersi indipendente (Pompeo Litta Biumi lo definisce per questo "eremita laico", mentre Andrea Czortek "penitente laico"). Nei primi tempi fu visitato anche dall'abate di San Fedele, venuto per sincerarsi che Torello non esagerasse con le penitenze e non rischiasse di morire per il suo estremo ascetismo (in segreto anche per verificare che l'eremita non appartenesse ai movimenti pauperistici o al catarismo, che allora la Chiesa stava combattendo con forza come eresie temendo proprio l'estremo ascetismo che predicavano). Tuttavia Torello tranquillizzò l'abate, spiegandogli che seguiva piuttosto il modello di Francesco d'Assisi e Domenico di Guzmán, i cui recenti esempi monastici erano ben impressi nella sua mente.
Spesso i popolani gli rendevano visita e gli donavano cesti di cibo, ma quasi sempre Torello preferiva donarli a sua volta ai viandanti oppure li lasciava agli animali del bosco, intendendo mantenere la ferrea vita di penitenza e digiuno che si era imposto. Fino a circa trent'anni continuò con tale estremo regime, fatto di prolungati digiuni e pasti scarsissimi, ma quando il suo fisico cominciò a esserne molto provato allentò le penitenze, e a cinquant'anni oltre a pane, erbe e acqua si concedeva anche frutta, orzo, legumi e un po' di vino annacquato, dieta non troppo dissimile da quella dei contadini casentinesi. Rimase comunque per questo sempre molto magro ed emaciato, impressione favorita dal fatto che era solito strapparsi barba e capelli per provare dolore. Oltre ai prolungati digiuni, spesso si autopuniva gettandosi in un roveto oppure immergendosi nelle acque gelide dei torrenti. Dormiva solo tre ore per notte disteso su rozze assi di legno, oppure, più di frequente, sulla pietra o per terra.
Nonostante l'eremitaggio, ogni domenica Torello tornava a Poppi per assistere alla messa presso San Fedele. Per rispettare la sua volontà di solitudine, i monaci aprirono una finestrella nella facciata dell'edificio che permetteva di vedere e udire la celebrazione anche dall'esterno, al fine di garantirgli il minimo contatto umano possibile. Nonostante non desiderasse compagnia, dopo alcuni anni si stabilì ad Avellaneto un tale Pietro, che divenne suo discepolo e primo agiografo.

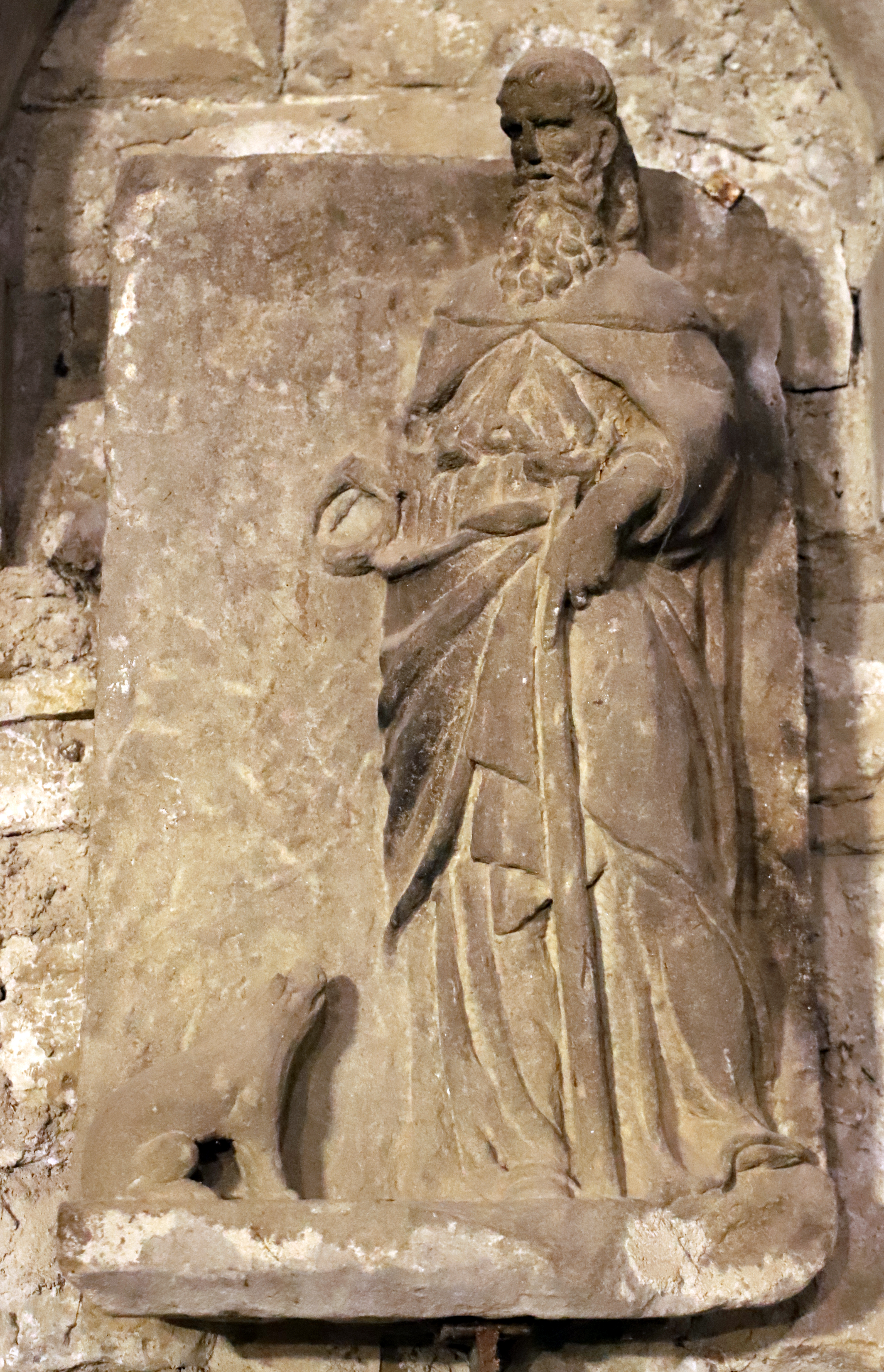
Il miracolo del lupo in un rilievo della cripta di San Fedele

#### Il miracolo del lupo
Numerosi sono i miracoli attribuiti a Torello (almeno sei), ma il più noto è senza dubbio quello legato all'ammansimento di un lupo. Le agiografie riportano come un giorno una donna, accompagnata dal figlioletto, andasse a lavare i panni in un torrente non lontano da Avellaneto, e di come all'improvviso un grande lupo nero si fosse avventato sul bambino cercando di trascinarlo via per divorarlo. Udito il clamore, Torello accorse dal suo eremo e approcciò il lupo, parlandogli e in apparenza ordinandogli di risparmiare il bambino, che poté riunirsi con la madre. L'eremita quindi tornò al suo rifugio, ma il lupo, divenuto totalmente mansueto, lo seguì e da allora lo andò spesso a trovare rimanendogli fedele come un cane; nelle agiografie viene riferito che Torello sostenesse con lui delle vere e proprie conversazioni.
Il miracolo del lupo, benché probabilmente una leggenda, testimonia l'adattamento e la comunione dell'eremita con l'ambiente silvano e dette origine alla credenza che gli abitanti di Poppi godano di una speciale protezione contro i lupi, che non li avrebbero mai più importunati. Sempre del lupo si perpetua anche un aneddoto per rimarcare l'austerità di Torello: durante un carnevale, gli abitanti di Poppi, con l'incitamento del conte Guido Guerra IV Guidi, vollero inviare in dono all'eremita una grande quantità di cibo, tra cui un cappone arrosto, pane, vino, torte e altre carni. Il famiglio del conte portò il carico di cibo a Torello, e si stupì molto che l'eremita lo accettasse (probabilmente per non offendere il conte), facendogli notare che era troppo perché lo potesse mangiare da solo, ma egli lo rassicurò dicendo che aspettava un ospite. Incuriosito, il famiglio si nascose nelle vicinanze e poco dopo vide giungere il lupo di Torello, che da solo divorò il lauto pasto.
Un altro miracolo, molto simile al principale, riguarda un diverso lupo: una donna, Dorazia d'Arezzo, si stava recando col figlio di nove anni a Bibbiena, ma lungo la strada fu aggredita dalla bestia, che tentò di uccidere suo figlio. Torello tuttavia giunse in tempo per scacciare il lupo e curare miracolosamente il bambino dalle ferite riportate con la propria saliva. Come nota Andrea Czortek, la massiccia presenza della figura del lupo nella tradizione legata a Torello è mutuata dall'onnipresente timore che la società medievale provava verso tale animale, spesso aggressivo in risposta all'invasione e alla distruzione dei boschi che le città in espansione, i contadini, i pastori e gli eremiti stessi mettevano in atto nel Casentino sotto l'egida dei potenti Conti Guidi. Del resto, la totale armonia con la natura e la dominazione delle belve feroci sono tópoi ricorrenti nelle agiografie dei santi e degli eremiti medievali (come, ad esempio, proprio san Francesco).

#### Altri miracoli
Oltre al miracolo del lupo, secondo le sue agiografie Torello compì anche altri prodigi, nonostante inizialmente avesse espresso riluttanza nell'operare tali atti. Un altro miracolo molto noto fu la guarigione di due pellegrini di Bologna, ammalatisi mentre visitavano il santuario della Verna; la loro madre avrebbe voluto ricompensare l'eremita con una somma di denaro, ma Torello rifiutò.
Altro miracolo rilevante è quello dei pesci: durante un digiuno particolarmente duro, Torello si recò a un torrente e i pesci accorsero miracolosamente a lui per farsi catturare e mangiare, ma l'eremita li rimise tutti in libertà. Di Torello è riportato anche un esorcismo, ottenuto cacciando un diavolo dal corpo di una fanciulla che era stata maledetta da uno spasimante. Angelo De Gubernatis riporta anche un episodio secondo cui Torello assunse su di sé i lancinanti dolori di una donna che stava partorendo.

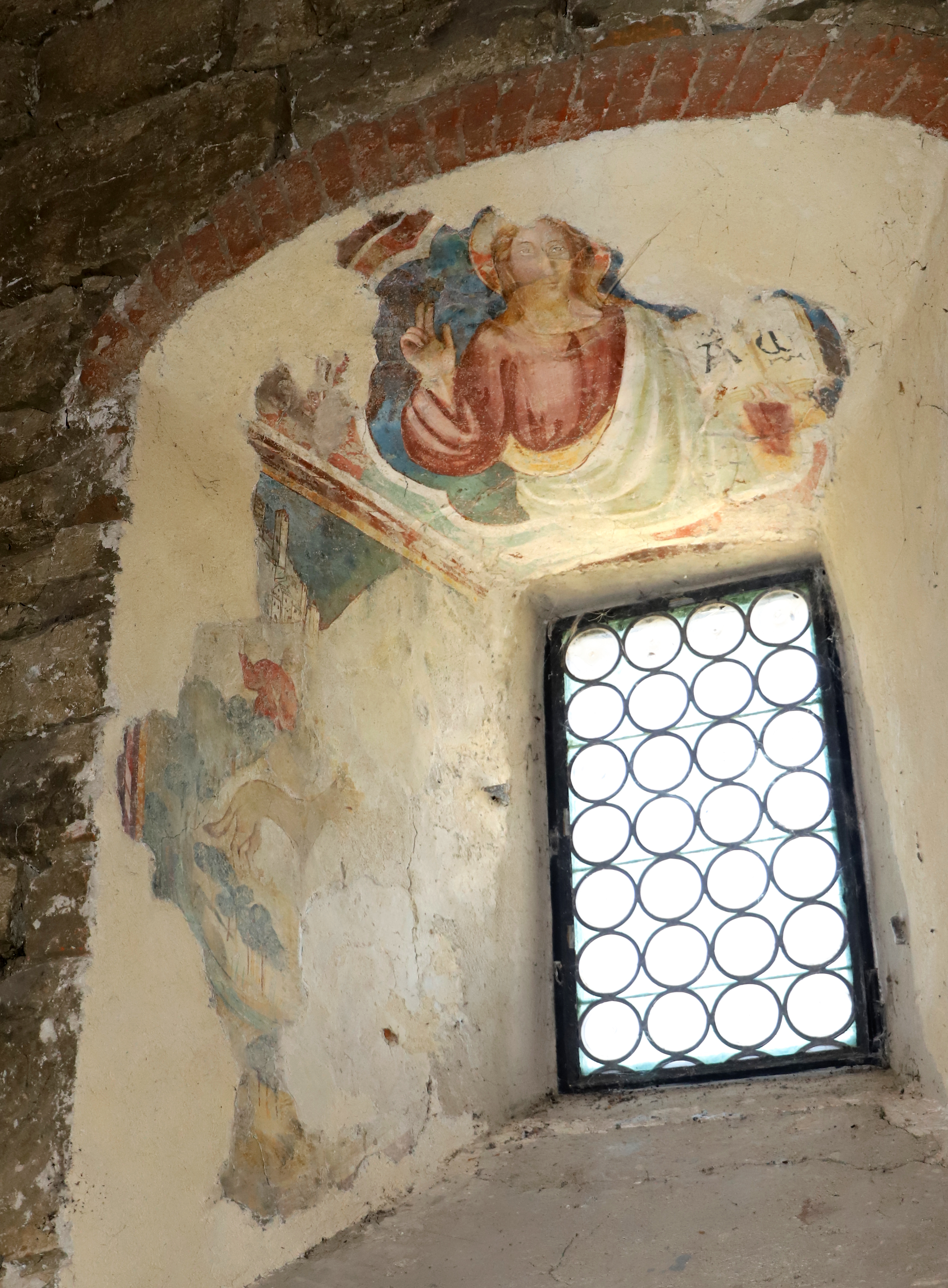
Decorazione interna della chiesa di San Fedele di Poppi: sotto a Cristo benedicente, si trova un affresco tardomedievale molto rovinato e ormai quasi del tutto scomparso, che raffigura il miracolo del lupo (unica figura ancora riconoscibile assieme a uno scorcio di Poppi)

### La morte e la contesa del corpo
All'inizio del 1282, ormai ottantenne e provato dalla lunga vita di privazioni, l'anziano eremita sentì di essere vicino alla morte. Si recò allora dall'abate Andrea di San Fedele, per confessarsi per l'ultima volta; l'abate gli rinnovò la richiesta di vestire l'abito vallombrosano, ma Torello rifiutò ancora. Dopo il dialogo con l'abate ritornò al suo eremo, dove lo aspettava il suo discepolo Pietro. Il 16 marzo 1282, mentre era disteso nel suo rudimentale giaciglio, Torello spirò; le sue ultime parole sarebbero state una richiesta al Signore di proteggere gli abitanti di Poppi dai lupi, dai demoni, dalle morti per parto e dalle malattie dei neonati.
Sparsasi la notizia della morte di Torello molti accorsero ad Avellaneto, e scoppiò un'aspra contesa per il corpo dell'eremita, poiché sia i vallombrosani di San Fedele sia i francescani della Verna lo reclamavano per sé. Le due congreghe non riuscirono ad accordarsi, quindi, secondo la leggenda, si decise di ricorrere a una prova fisica: chi fosse riuscito a sollevare il corpo di Torello e a trasportarlo nella bara che lo attendeva avrebbe deciso dove seppellirlo. Numerosi monaci provarono ad alzare le spoglie, ma esse si erano improvvisamente fatte troppo pesanti e nessuno riuscì a smuoverle. Solo quando fu il turno dell'anziano abate Andrea di San Fedele il corpo si rifece miracolosamente leggero, e il religioso poté quindi spuntarla e collocare le reliquie nella propria chiesa.
In memoria di Torello, l'eremo di Avellaneto fu ingrandito e abitato in maniera continuativa fino al 1777. Il romitorio godette per lungo tempo del patronato della chiesa di San Fedele e anche del comune di Poppi. Dopo la morte dell'ultimo eremita nel 1777, l'eremo fu tuttavia chiuso e mai più abitato.

## Ordine religioso

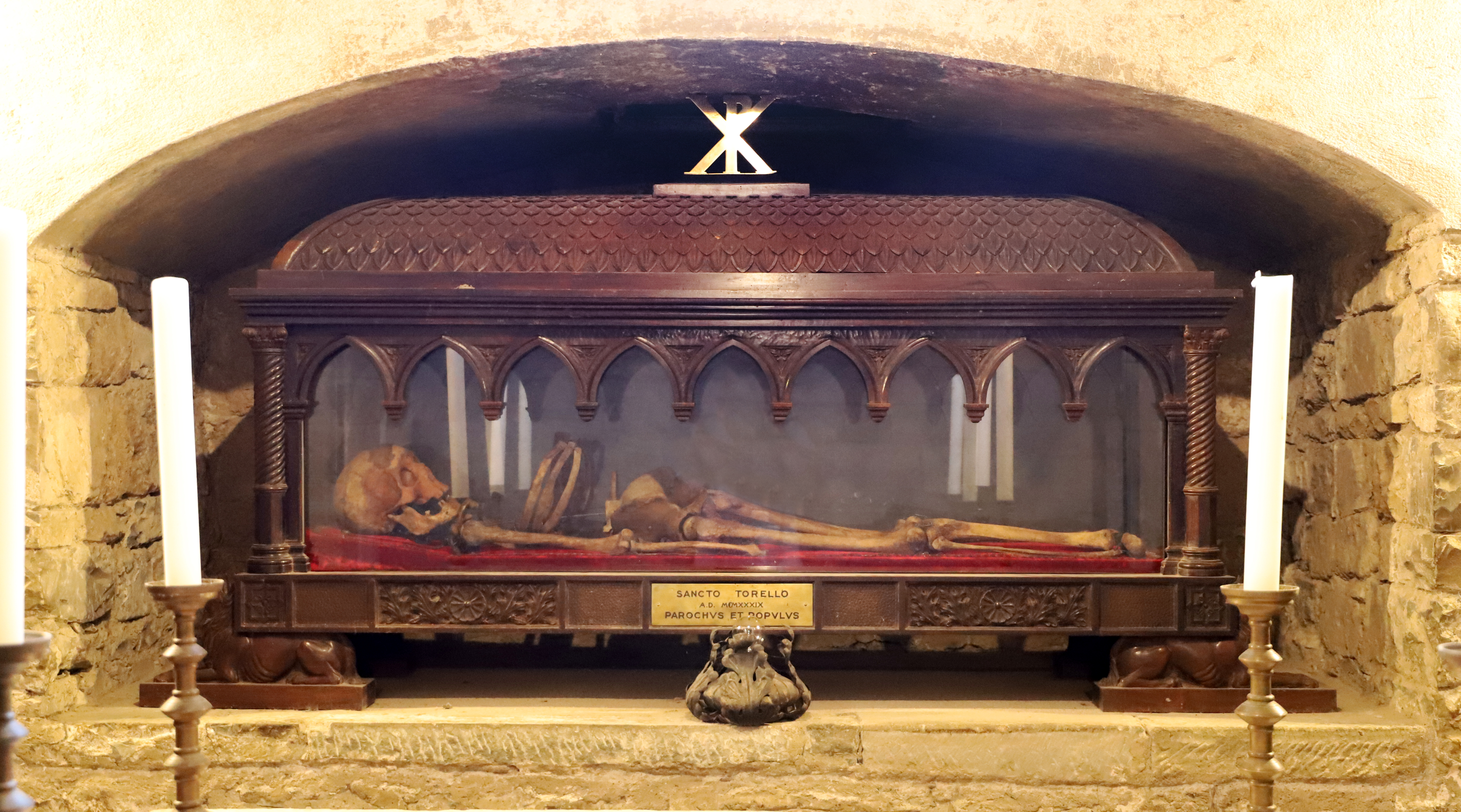
Il corpo del beato Torello, conservato nella cripta della chiesa di San Fedele di Poppi

Fin dalla morte di Torello, tra francescani e vallombrosani è nata un'accesa rivalità per tentare di legare il beato ognuno al rispettivo ordine, derivante dal prestigio legato alla sua figura. La pretesa dei vallombrosani si basava sugli stretti rapporti tra Torello e gli abati della chiesa di San Fedele; quella dei francescani si basava invece sul fatto che l'eremita avesse condotto un genere di vita molto simile ai primi francescani (tanto che persino il miracolo del lupo di Torello ricorda quello del lupo di Gubbio di Francesco), e parzialmente anche con la somiglianza tra l'abito indossato da Torello in vita e il saio francescano. Egli però non appartenne mai a nessuno dei due istituti religiosi, anche se fu molto vicino ai monaci di Vallombrosa. La "contesa" legata a Torello va a collocarsi nella generale rivalità tra i vallombrosani e i francescani casentinesi, anche perché nel Casentino sono presenti importantissime sedi religiose per entrambi gli ordini, ovvero l'abbazia di Vallombrosa per i primi appena oltre la cresta del Pratomagno e il santuario della Verna per i secondi.
È indubbio che lo stile di vita di Torello si rifacesse a entrambi gli ordini monastici, allora molto presenti nel Casentino; il suo desiderio di povertà estrema lo assimilava a san Francesco, mentre il rifiuto categorico dei doni e del denaro faceva ricordare il vallombrosano san Giovanni Gualberto, uno dei più energici censori della simonia che al tempo piagava la Chiesa. In virtù di ciò, lo storico Francesco Pasetto commenta che «così si riesce a spiegare perché qualcuno l'abbia venerato come converso vallombrosano mentre ad altri è parso più un fraticello francescano». In realtà Torello non appartenne mai a nessuno dei due ordini, preferendo conservare la propria autonomia, così come in realtà facevano molti altri eremiti coevi non appartenenti a nessun ordine monastico specifico. Nonostante ciò, la tradizione tende comunque a ricordarlo come vallombrosano.

## Culto
Già durante la sua vita Torello era in odore di santità, e dopo la sua morte fu considerato santo a tutti gli effetti dalla popolazione casentinese prima e appenninica poi, con istanze di venerazione anche ad Arezzo e Siena. Nonostante la grande popolarità di cui cominciò a godere la sua figura, la Chiesa fu sempre poco propensa a riconoscere il culto di Torello, probabilmente per il sospetto che l'eremita avesse fatto parte dei movimenti pauperistici che ormai da decenni erano considerati dalle autorità ecclesiastiche poco meno che eresie. Inoltre la volontà di indipendenza di Torello nocque alla sua causa, poiché, non essendo appartenuto a nessun ordine di religioso, la sua venerazione non poté godere (almeno inizialmente) di alcun appoggio ufficiale all'interno delle autorità ecclesiastiche. Nonostante ciò, divenne ufficialmente patrono di Poppi e delle diocesi di Arezzo e Forlì. Angelo De Gubernatis spiega la diffusione del culto di Torello tramite la sua associazione a livello popolare col torus, nome gergale del talamo nuziale, e quindi per assonanza le mogli e le partorienti l'avrebbero scelto come santo a cui rivolgersi.

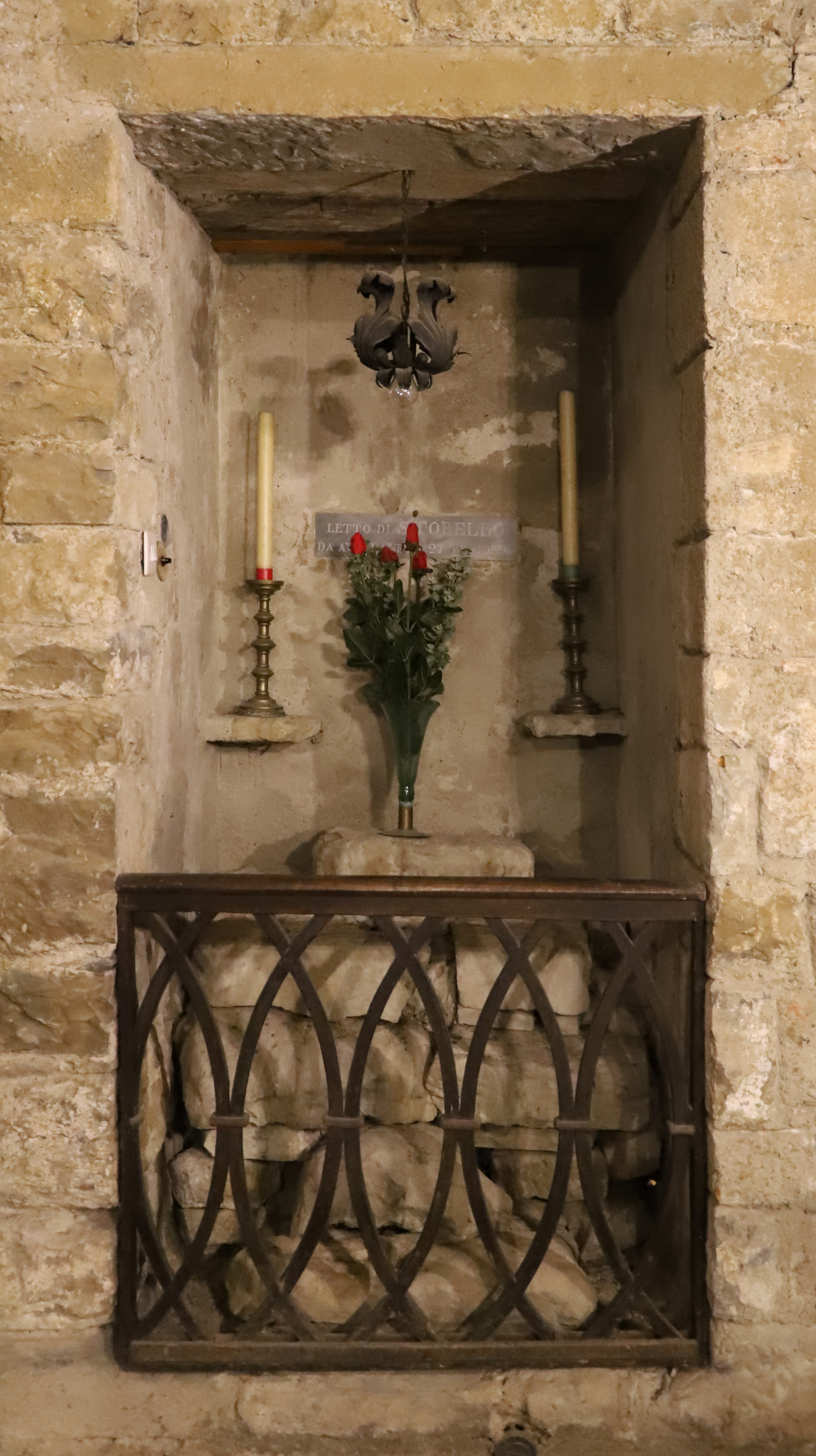
Il letto del beato Torello

Il culto di san Torello da Poppi fu rafforzato dalla diffusione delle numerose agiografie sulla sua vita, prima fra tutte la Vita di san Torello redatta dal suo discepolo Pietro, seguita da molte altre, sia in latino sia in lingua volgare, e la sua vita fu inclusa anche nei Secoli agostiniani di Luigi Torelli e negli Acta Sanctorum di Jean Bolland. Le Vite di Torello furono innumerevoli e furono redatte e pubblicate (poi stampate) in maniera continuativa fino al XVIII secolo. Molte massime gli sono inoltre attribuite, del tenore di «Fuggi e rifiuta sempre le lodi degli uomini» e «Fuggi le vane e disoneste persone». Soprattutto dagli Acta Sanctorum, sono riportati numerosi miracoli (almeno diciotto) di protezione contro i lupi accaduti per intercessione di Torello. Per ovvi motivi, in Romagna fu principalmente la famiglia nobile dei Torelli a promuovere il culto del beato, che annoverava tra le proprie parentele.
Nonostante la sua popolarità, nel tempo il culto di Torello fu spesso ignorato o addirittura ostacolato dalla Chiesa: nel 1595 infatti papa Clemente VIII decise di abolirlo assieme a molti altri culti considerati irregolari. Ciò causò le aspre rimostranze della città di Poppi, che emanò una delibera per attestare la storicità del culto di Torello e quindi legittimarlo; anche i francescani e i vallombrosani protestarono fortemente col papa per la sua decisione, e si mosse anche il granduca Ferdinando I di Toscana, che chiese al pontefice il ripristino del culto. Già nel 1599 quindi la Congregazione dei riti revocò il provvedimento e ripristinò la festa del 16 marzo. Nonostante non riuscisse mai a raggiungere la santità ufficiale, il 18 gennaio 1752 papa Benedetto XIV lo confermò definitivamente come beato. Il 7 marzo 1761 invece papa Clemente XIII lo rese compatrono di Forlì (de facto lo era già di Poppi), confermando una delibera del consiglio forlivese risalente al 1755.
La ricorrenza liturgica del beato Torello è il 16 marzo, giorno della sua morte, ed è ricordato soprattutto come protettore delle partorienti, delle madri in pena, dei fanciulli e contro gli attacchi dei lupi. L'iconografia tradizionale spesso ritrae Torello vestito dell'abito vallombrosano e accompagnato dai due animali miracolosamente legati alla sua figura, ovvero il gallo e il lupo. Non è raro che sia raffigurato nell'atto di benedire una donna, incinta oppure già madre.
Il corpo del beato, di cui sopravvive quasi interamente lo scheletro, fu trasportato nella chiesa di San Fedele di Poppi, e vi rimase per lungo tempo, rendendo quindi l'edificio il suo santuario. Le reliquie furono tuttavia trasferite varie volte nel corso dei secoli successivi, finché non se ne persero le tracce. Solo nel 1507 un'accurata ispezione della chiesa rivelò le ossa del santo custodite sotto una lapide presso l'altare, e vennero quindi accuratamente poste in una grande teca triplamente chiusa a chiave per impedirne una nuova dispersione. Da allora i resti del beato riposano nella cripta sotto all'altare. Nel 1959 venne riscoperto il romitorio di Torello, e vennero portate nella chiesa di San Fedele alcune pietre che avrebbero costituito il giaciglio del santo, collocate accanto alla teca con le sue reliquie. Il 16 marzo, sua ricorrenza, era uso dell'abate di San Fedele recitare un responsorio dedicatogli in lingua latina presso la sua tomba.

## Nell'arte

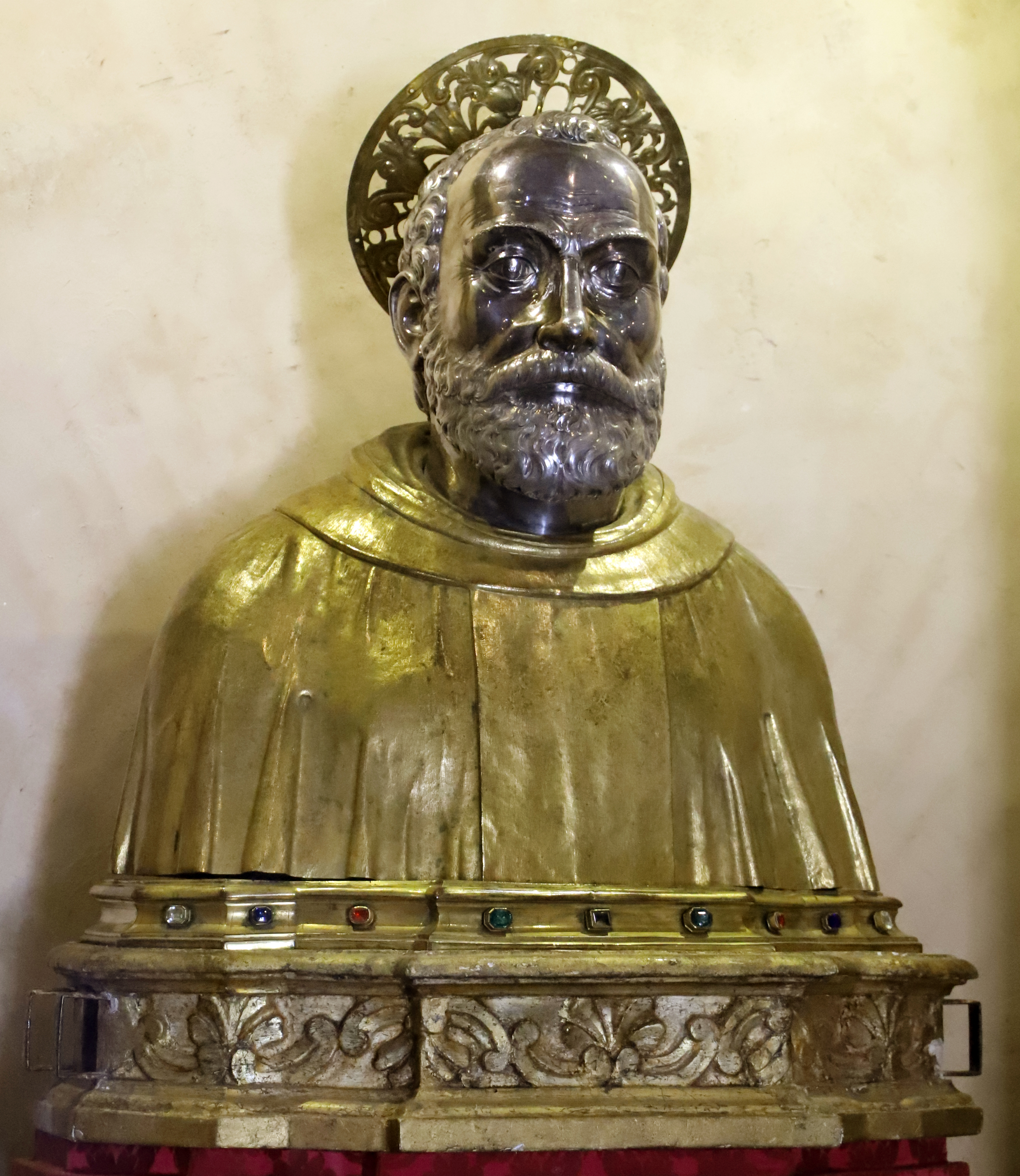
Busto in metallo cesellato del beato Torello nella chiesa di San Fedele di Poppi

La figura del beato Torello ha ispirato generazioni di artisti e pittori che l'hanno riprodotto nelle proprie opere. Numerosi quadri raffigurano l'eremita, come quelli di Lorenzo Lippi, Paolo De Matteis, Giuseppe Marchetti e Sante Pacini; la raffigurazione di Torello eseguita da quest'ultimo, dapprima posta a Firenze nella basilica di Santa Trinita, è attualmente conservata nell'abbazia di Vallombrosa. Il dipinto di Pacini fu poi preso a modello dagli stampatori e dai litografi ottocenteschi, che ne svilupparono i santini, stampati in Italia e Francia.
Al 1606 risale invece un busto reliquiario del beato conservato presso la chiesa di San Fedele a Poppi. L'opera è realizzata in rame dorato, argento, legno e paste vitree, e raffigura Torello vestito con l'abito vallombrosano. L'opera comunque non sarebbe un pezzo unico: da alcune dissonanze e difformità di stile e materiali, pare infatti che testa e busto siano frutto di botteghe diverse. Dalla loro conformazione e dai materiali usati, è probabile che furono creati separatamente da due artigiani diversi, Valerio Cascesi di Roma (il busto) e Luca Naccherelli di Firenze (la testa), e che solo in seguito i pezzi furono assemblati insieme.

## Ascendenza
Di seguito l'ascendenza del beato Torello, secondo le informazioni sopravvissute e presupponendo che facesse davvero parte della famiglia Torelli.
|                        |   |   | Genitori |  |  | Nonni |  |  | Bisnonni        |  |  | Trisnonni           |  |
|                        |   |   |          |  |  |       |  |  | Torello Torelli |  |  | Salinguerra Torelli |  |
|                        |   |   |          |  |  |       |  |  | Torello Torelli |  |  | Salinguerra Torelli |  |
|                        |   | … |          |  |  |       |  |  | Torello Torelli |  |  |                     |  |
| Salinguerra II Torelli |   |   |          |  |  |       |  |  | Torello Torelli |  |  |                     |  |
|                        |   | … | …        |  |  |       |  |  |                 |  |  |                     |  |
|                        |   | … | …        |  |  |       |  |  |                 |  |  |                     |  |
|                        |   | … | …        |  |  |       |  |  |                 |  |  |                     |  |
| Paolo Torelli          |   | … |          |  |  |       |  |  |                 |  |  |                     |  |
|                        |   | … | …        |  |  |       |  |  |                 |  |  |                     |  |
|                        |   | … | …        |  |  |       |  |  |                 |  |  |                     |  |
|                        |   | … | …        |  |  |       |  |  |                 |  |  |                     |  |
| moglie di Salinguerra  |   | … |          |  |  |       |  |  |                 |  |  |                     |  |
|                        |   | … | …        |  |  |       |  |  |                 |  |  |                     |  |
|                        |   | … | …        |  |  |       |  |  |                 |  |  |                     |  |
|                        |   | … | …        |  |  |       |  |  |                 |  |  |                     |  |
| Torello da Poppi       |   | … |          |  |  |       |  |  |                 |  |  |                     |  |
|                        | … | … |          |  |  |       |  |  |                 |  |  |                     |  |
|                        | … | … |          |  |  |       |  |  |                 |  |  |                     |  |
|                        | … | … |          |  |  |       |  |  |                 |  |  |                     |  |
| …                      | … |   |          |  |  |       |  |  |                 |  |  |                     |  |
|                        |   | … | …        |  |  |       |  |  |                 |  |  |                     |  |
|                        |   | … | …        |  |  |       |  |  |                 |  |  |                     |  |
|                        |   | … | …        |  |  |       |  |  |                 |  |  |                     |  |
| Lucrezia Torelli       |   | … |          |  |  |       |  |  |                 |  |  |                     |  |
|                        |   | … | …        |  |  |       |  |  |                 |  |  |                     |  |
|                        |   | … | …        |  |  |       |  |  |                 |  |  |                     |  |
|                        |   | … | …        |  |  |       |  |  |                 |  |  |                     |  |
| …                      |   | … |          |  |  |       |  |  |                 |  |  |                     |  |
|                        |   | … | …        |  |  |       |  |  |                 |  |  |                     |  |
|                        |   | … | …        |  |  |       |  |  |                 |  |  |                     |  |
|                        |   | … | …        |  |  |       |  |  |                 |  |  |                     |  |
|                        |   | … |          |  |  |       |  |  |                 |  |  |                     |  |

### Annotazioni
1. 1 2  Il conte Pompeo Litta Biumi afferma che in realtà l'appartenenza di Torello alla famiglia Torelli è testimoniata solo a partire dal XVII secolo, e che quindi esiste la possibilità che si tratti di un'associazione spuria. Cfr. Litta Biumi 1839, tavola I.
2. ↑  Negli Acta Sanctorum si asserisce che si chiamasse in realtà Victorello, e che quindi Torello fosse solo un diminutivo. Cfr. De Gubernatis 1894, p. 9.
3. ↑  Alcuni biografi riportano "[...] mentre giocava a palla sotto il balcone di Settimia", altri "[...] mentre giocava a dadi sotto un albero con amici", mentre invece l'agiografo Luigi Torelli solo "passando per una strada". Cfr. Czortek 1999, pp. 5-6.
4. ↑  De Gubernatis lo definisce quindi scherzosamente san Materassino, dubitando anche velatamente che sia mai esistito. Cfr. De Gubernatis 1894, pp. 8-9.
5. ↑  Non è noto quali delle tre mogli di Salinguerra (Retrude, Sofia da Romano e Sibilla d'Uguccione da Montefiore) fosse la madre di Paolo. Cfr. Litta Biumi 1839, tavola I.

### Riferimenti
1. 1 2 3 4 5  Salvestrini 2024, p. 348.
2. 1 2 3  Czortek 1999, p. 4.
3. 1 2 3 4 5 6 7 8 9 10 11 12 13   Umberto Pasqui, Beato tra i lupi, su forlitoday.it, 1º marzo 2024.
4. 1 2 3 4 5 6 7 8 9 10 11 12 13 14 15 16 17 18 19 20 21 22 23 24 25 26 27 28 29 30 31 32 33 34 35 36 37 38 39 40 41 42 43 44 45 46 47 48   Beato Torello da Poppi, su santogiorno.it.
5. 1 2 3 4 5 6 7  Litta Biumi 1839, tavola I.
6. 1 2 3 4 5 6 7 8 9 10 11  Cattabiani 1993, cap. Torello da Poppi, p. 1.
7. 1 2 3 4 5 6 7  De Gubernatis 1894, p. 10.
8. 1 2 3 4 5 6 7 8 9 10 11 12 13 14 15 16 17 18 19 20 21 22   Riccardo Bargiacchi, La "vera" storia di San Torello, su casentinopiu.it, 16 marzo 2020.
9. 1 2 3  Fabbri 2021, p. 512.
10. 1 2 3 4  Czortek 1999, p. 6.
11. 1 2 3 4 5  Czortek 1999, p. 5.
12. 1 2 3 4 5 6  Cattabiani 1993, cap. Torello da Poppi, p. 2.
13. 1 2 3 4  Czortek 1999, p. 7.
14. ↑  Czortek 1999, pp. 8-9.
15. ↑  Czortek 1999, p. 9.
16. ↑  Czortek 1999.
17. ↑  Tognetti 2003, pp. 174-175.
18. ↑  Salvestrini 2019, p. 429.
19. 1 2  De Gubernatis 1894, p. 8.
20. 1 2 3 4 5  Pinto 2015, p. 582.
21. ↑  Fabbri 2021, p. 53.
22. ↑  Czortek 1999, p. 8.
23. 1 2  Czortek 1999, p. 11.
24. 1 2 3 4 5 6 7   Alberta Piroci Branciaroli, I tesori del Casentino: Beato Torello, su casentinopiu.it, 16 marzo 2024.
25. ↑  Salvestrini 2024, p. 345.
26. 1 2 3  Tognetti 2003, p. 174.
27. ↑   Giovanni Battista Sansoni, Vita del B. Torello da Poppi, Firenze, Vincenzo Vangelisti, 1689.
28. ↑  Czortek 1999, pp. 9-10.
29. 1 2 3  De Gubernatis 1894, p. 9.
30. ↑  De Gubernatis 1894, p. 11.
31. ↑  Cipriani 2005, p. 392.
32. ↑   Galleria degli Uffizi, Nel segno della vita. Donne e Madonne al tempo dell’attesa, su uffizi.it, 2022-2023.

### Resoconti
- Giovanni Cipriani, Arezzo e la Toscana tra i Medici e i Lorena (1670-1765), Società storica aretina, Atti del convegno, Arezzo, Archivio di Stato, 16-17 novembre 2001 by F. Cristelli (resoconto), in Archivio storico italiano, vol. 163, 2 (604), Arezzo, aprile-giugno 2005,  pp. 390-394.
- Giuliano Pinto, Altro Monte non ha più santo il mondo. Storia, architettura ed arte alla Verna fra il XV ed il XVI secolo, Atti del Convegno di studi, Convento della Verna, 30 luglio-1 agosto 2012, a cura di Nicoletta Baldini (resoconto), in Archivio Storico Italiano, vol. 173, 3 (645), La Verna, luglio-settembre 2015,  pp. 581-582.
- Sergio Tognetti, Le «Vite» di Torello da Poppi, edizione critica a cura di Luigi G. G. Ricci e Marco Bicchierai (resoconto), in Archivio Storico Italiano, vol. 161, 1 (595), Firenze, gennaio-marzo 2003,  pp. 174-175.

### Testi
- Alfredo Cattabiani, Torello da Poppi, in Santi d'Italia, Segrate, BUR - Rizzoli, 1993, ISBN 978-88-586-5711-9.
- Andrea Czortek, L'agiografia come fonte per la storia del medioevo: il caso del beato Torello da Poppi, in Rivista di storia dell'agricoltura, XXXIX, 1999,  pp. 3-16.
- Angelo De Gubernatis, Biblioteca nazionale delle tradizioni popolari italiane, Roma, Ponziani & Co., 1894.
- Antonella Fabbri, Camaldolesi e vallombrosani nella Toscana medievale, Firenze, Università degli Studi di Firenze, 2021, ISBN 9788855184090.
- Pompeo Litta Biumi, Torelli di Ferrara, in Famiglie celebri italiane, V, Milano, 1839.
- Francesco Salvestrini, Il monachesimo benedettino nel tardo medioevo italiano e l'esperienza di Silvestro fondatore di Montefano. Una rilettura, in Rivista di Storia della Chiesa in Italia, vol. 73, n. 2, luglio-dicembre 2019,  pp. 411-434.
- Francesco Salvestrini, Silvae, eremiti e movimenti monastici. Alcuni esempi dall'Italia centrale (secoli XI-XIV), in Francesco Carta, Raimondo Michetti e Carla Noce (a cura di), Sacra Silva: Bosco e religione tra tarda antichità e medioevo, Roma, Viella Libreria, 2024, ISBN 979-12-5469-573-9.